# کندروایتین سولفات

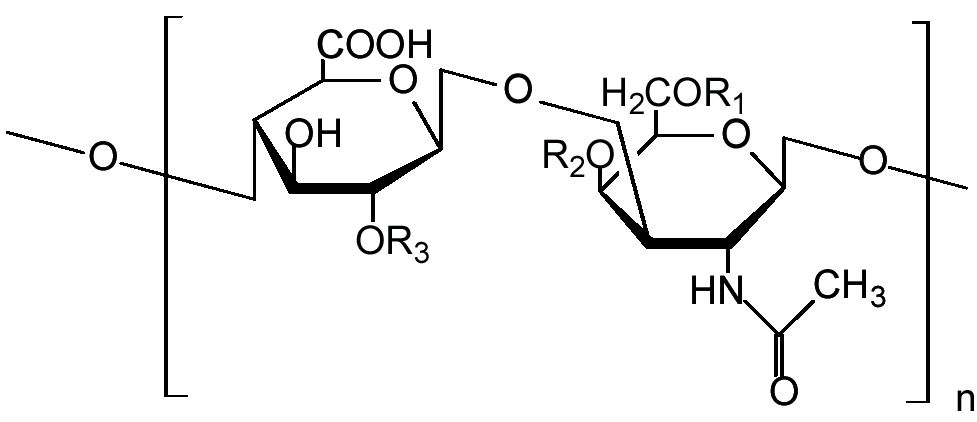
Chemical structure of one unit in a chondroitin sulfate chain. Chondroitin-4-sulfate: R_{1} = H; R_{2} = SO_{3}H; R_{3} = H. Chondroitin-6-sulfate: R_{1} = SO_{3}H; R_{2}, R_{3} = H.

کندروئیتین سولفات (به انگلیسی: chondroitin sulfate) یک گلیکوزآمینوگلیکان سولفاته مهم است که در بافت های همبند بدن مثل مفاصل، تاندونها، دیواره عروق بویژه در غضروف ها وجود دارد و باعث استحکام آن می‌شود. زنجیره کندروایتین سولفات بیش از صد واحد ساکاریدی دارد و اغلب با پروتئوگلیکان‌ها در ارتباط است. از قند های تغییر یافته اروئیک اسید و هگزوزآمین تشکیل شده است و دارای الاستیسیته و ویسکوزیته زیاد است.
کاربرد: این ماده در ماتریکس زمینه‌ای بافت همبند و غضروف به مقدار زیاد وجود دارد.